# 發呆比賽
發呆比賽是2014年起從韓國行動藝術家 Woops Yang 所發起對於發呆放空（space-out）的行為藝術，原是為了因應韓國社會的沈悶，後成為了國際城市的巡迴活動。北京為第二屆國際賽，第三屆回到韓國水原市，荷蘭鹿特丹舉辦第四屆。第五屆台灣場則在2017年引進，並另外設計了吉祥物舒壓角色「阿戳」。韓國發起人表示「適度發呆並不可恥，而且非常有用。」

## 比賽規則
九十分鐘，禁止睡著或喝水（但第五屆現場太過炎熱，提前十分鐘結束）。

## 各屆參賽者

### 第五屆
冠軍為冥想App Void創辦人陳棨豪，他的特色
，他認為獲得首獎秘訣是盯著一個地方看
贏過導演彭浩翔

## 各界反應
香港評論認為本地人很少有發呆機會。